# Championnat de Corée du Sud de football de deuxième division 2020
Navigation
K League 2 2019 K League 2 2021
La saison 2020 de la K League 2 est la 8e édition du championnat de la K League 2 (ou K League Challenge jusqu'en 2017), la troisième sous l'appellation « KEB Hana Bank K League 2 ». Deuxième niveau de la hiérarchie du football en Corée du Sud après la K League 1, les dix clubs professionnels se rencontrent à trois reprises durant la saison. Il est parrainé par la banque coréenne Hana Bank (en).

## Clubs participants

### Les 10 clubs participants
| \| Ansan Anyang Chungnam Asan Bucheon Daejeon HC Gyeongnam Jeju United Jeonnam Dragons Séoul E-Land Suwon \| Localisation des clubs |
| Ansan Anyang Chungnam Asan Bucheon Daejeon HC Gyeongnam Jeju United Jeonnam Dragons Séoul E-Land Suwon                              |

| Club                 | En K League 2 depuis | Classement 2019 | Entraîneur      | Depuis | Stade                                 | Ville     | Capacité | Nombre de saisons en K League 2 |
| -------------------- | -------------------- | --------------- | --------------- | ------ | ------------------------------------- | --------- | -------- | ------------------------------- |
| Gyeongnam FC         | 2020                 | 11e (K1)        | Seol Ki-hyeon   | 2019   | Stade de Changwon                     | Changwon  | 20 245   | 4                               |
| Jeju United          | 2020                 | 12e (K1)        | Nam Ki-il       | 2020   | Stade de la Coupe du Monde de Jeju    | Seogwipo  | 35 657   | 1                               |
| FC Anyang            | 2013                 | 3e              | Kim Hyung-yul   | 2019   | Stade d'Anyang (en)                   | Anyang    | 17 143   | 8                               |
| Bucheon FC 1995      | 2013                 | 4e              | Song Sun-ho     | 2018   | Stade de Bucheon (en)                 | Bucheon   | 34 565   | 8                               |
| Ansan Greeners       | 2017                 | 5e              | Kim Gil-sik     | 2020   | Stade d'Ansan Wa~ (en)                | Ansan     | 35 000   | 4                               |
| Jeonnam Dragons      | 2019                 | 6e              | Jeon Kyung-Jun  | 2019   | Stade de Gwangyang                    | Gwangyang | 14 284   | 2                               |
| Chungnam Asan        | 2020                 | 7e              | Park Dong-hyuk  | 2020   | Stade d'Yi Sun Shin (en)              | Asan      | 19 283   | 1                               |
| Suwon FC             | 2017                 | 8e              | Kim Do-Kyun     | 2020   | Stade de Suwon (en)                   | Suwon     | 11 808   | 7                               |
| Daejeon Hana Citizen | 2016                 | 9e              | Hwang Sun-hong  | 2020   | Stade de la Coupe du monde de Daejeon | Daejeon   | 40 535   | 6                               |
| Séoul E-Land         | 2015                 | 10e             | Chung Jung-yong | 2019   | Stade olympique de Séoul              | Séoul     | 5 216    | 6                               |

### Footballeurs étrangers
Une équipe peut utiliser un maximum de quatre footballeurs étrangers sur le terrain.
| Club                 | Footballeur 1    | Footballeur 2       | Footballeur 3        | Footballeur asiatique | Footballeur ASEAN |
| -------------------- | ---------------- | ------------------- | -------------------- | --------------------- | ----------------- |
| Ansan Greeners       | Felipe Augusto   |                     |                      | Soony Saad            |                   |
| FC Anyang            | Maurides         | Nilson Júnior       | Maxwell Acosty       |                       |                   |
| Chungnam Asan        | Armin Mujakic    | Bruno               | Philip Hellquist     |                       |                   |
| Bucheon FC 1995      | Jefferson Baiano | William Barbio      |                      |                       |                   |
| Daejeon Hana Citizen | André Luis       | Bruno Baio          | Edinho               | Connor Chapman        |                   |
| Gyeongnam FC         | Negueba          | Luc Castaignos      | Uroš Đerić           | Nick Ansell           |                   |
| Jeju United          | Éder             | Valentinos Sielis   |                      |                       |                   |
| Jeonnam Dragons      | Hernandes        | Rodolfo             | Julian Kristoffersen | Oleg Zoteev           |                   |
| Séoul E-Land         | Leandro          | Richard Sukuta-Pasu | Lazar Arsić          |                       |                   |
| Suwon FC             | Danilo Alves     | Marlone             | Lars Veldwijk        | Masatoshi Ishida      |                   |

## Calendrier
Le tableau suivant récapitule le calendrier prévisionnel du championnat pour la saison 2020. Les tours de la coupe de Corée du Sud auxquels des clubs de K League 2 participent sont également indiqués.

## Compétition

### Règlement
Le classement est calculé avec le barème de points suivant : une victoire vaut trois points, le match nul un. La défaite ne rapporte aucun point.
Depuis la saison 2017, les critères de départage connaissent plusieurs modifications afin de mettre plus en avant les résultats en confrontations directes, bien que la différence de but générale reste le principal critère de départage en cas d'égalité de points. Ceux-ci se présentent donc ainsi :
1. plus grand nombre de points ;
2. plus grand nombre de buts marqués ;
3. plus grande différence de buts générale ;
4. plus grand nombre des victoires ;
5. plus grand nombre de points dans les confrontations directes ;
6. meilleure place au Challenge du fair-play (1 point par joueur averti, 3 points par joueur exclu)
7. tirages-au-sort

À la fin de la saison, la première équipe du classement accède à la K League 1. Le 3e et le 4e de la K League 2 prennent part à la demi-finale des play-offs en matchs unique dont le vainqueur affronte le 2e dans le cadre de la finale des play-offs pour une place en K League 1.

### Classement
Source : Classement officiel sur le site de la K League.
| Rang | Équipe               | Pts | J  | G  | N  | P  | Bp | Bc | Diff |
| ---- | -------------------- | --- | -- | -- | -- | -- | -- | -- | ---- |
| 1    | Jeju United R        | 60  | 27 | 18 | 6  | 3  | 50 | 23 | +27  |
| 2    | Suwon FC             | 54  | 27 | 17 | 3  | 7  | 52 | 28 | +24  |
| 3    | Gyeongnam FC R       | 39  | 27 | 10 | 9  | 8  | 40 | 37 | +3   |
| 4    | Daejeon Hana Citizen | 39  | 27 | 11 | 6  | 10 | 36 | 35 | +1   |
| 5    | Séoul E-Land         | 39  | 27 | 11 | 6  | 10 | 33 | 30 | +3   |
| 6    | Jeonnam Dragons      | 38  | 27 | 8  | 14 | 5  | 31 | 25 | +6   |
| 7    | Ansan Greeners       | 28  | 27 | 7  | 7  | 13 | 18 | 34 | -16  |
| 8    | Bucheon FC 1995      | 26  | 27 | 7  | 5  | 15 | 19 | 36 | -17  |
| 9    | FC Anyang            | 25  | 27 | 6  | 7  | 14 | 27 | 38 | -11  |
| 10   | Chungnam Asan        | 22  | 27 | 5  | 7  | 15 | 20 | 40 | -20  |

{{{1}}}

; Promotions
- Promotion en K League 1
- Barrages de promotion en K League 1

Abréviations
- R : Relégué de K League 1 2019

### Évolution du classement
| Journées → | 1 | 2  | 3  | 4  | 5  | 6  | 7  | 8  | 9  | 10 | 11 | 12 | 13 | 14 | 15 | 16 | 17 | 18 | 19 | 20 | 21 | 22 | 23 | 24 | 25 | 26 | 27 |
| ---------- | - | -- | -- | -- | -- | -- | -- | -- | -- | -- | -- | -- | -- | -- | -- | -- | -- | -- | -- | -- | -- | -- | -- | -- | -- | -- | -- |
| Jeju       | 4 | 9  | 8  | 6  | 4  | 3  | 2  | 3  | 2  | 2  | 3  | 3  | 3  | 3  | 2  | 1  | 1  | 1  | 1  | 1  | 1  | 1  | 2  | 1  | 1  | 1  | 1  |
| Suwon      | 8 | 4  | 3  | 2  | 3  | 5  | 4  | 1  | 1  | 1  | 1  | 1  | 1  | 1  | 1  | 2  | 2  | 2  | 2  | 2  | 2  | 2  | 1  | 2  | 2  | 2  | 2  |
| Gyeongnam  | 6 | 7  | 4  | 5  | 6  | 6  | 5  | 6  | 7  | 7  | 7  | 7  | 7  | 6  | 4  | 4  | 4  | 4  | 4  | 6  | 4  | 5  | 4  | 5  | 4  | 5  | 3  |
| Daejeon    | 1 | 2  | 2  | 1  | 2  | 2  | 1  | 2  | 4  | 2  | 3  | 2  | 2  | 2  | 2  | 3  | 3  | 3  | 3  | 3  | 3  | 3  | 5  | 6  | 5  | 3  | 4  |
| Séoul      | 4 | 6  | 6  | 8  | 7  | 7  | 7  | 5  | 6  | 5  | 6  | 6  | 5  | 4  | 5  | 6  | 5  | 5  | 6  | 5  | 6  | 4  | 3  | 4  | 3  | 3  | 5  |
| Jeonnam    | 6 | 3  | 5  | 4  | 5  | 4  | 6  | 7  | 5  | 6  | 4  | 4  | 4  | 7  | 6  | 5  | 6  | 6  | 5  | 4  | 5  | 6  | 6  | 3  | 6  | 4  | 6  |
| Ansan      | 2 | 5  | 7  | 9  | 9  | 10 | 8  | 8  | 9  | 10 | 10 | 10 | 8  | 9  | 9  | 9  | 10 | 10 | 10 | 9  | 9  | 10 | 10 | 8  | 9  | 9  | 7  |
| Bucheon    | 2 | 1  | 1  | 3  | 1  | 1  | 3  | 4  | 3  | 5  | 5  | 6  | 5  | 7  | 7  | 7  | 7  | 8  | 8  | 8  | 8  | 7  | 7  | 7  | 8  | 7  | 8  |
| Anyang     | 9 | 10 | 10 | 7  | 8  | 8  | 9  | 9  | 10 | 9  | 8  | 9  | 10 | 8  | 8  | 8  | 8  | 7  | 7  | 7  | 7  | 8  | 8  | 9  | 7  | 9  | 9  |
| Asan       | 9 | 8  | 9  | 10 | 10 | 9  | 10 | 10 | 8  | 8  | 9  | 8  | 9  | 10 | 10 | 10 | 9  | 9  | 9  | 10 | 10 | 9  | 9  | 10 | 10 | 10 | 10 |

### Résultats

#### Première phase
| Résultats (▼dom., ►ext.)                                   | ASG | AYG | BFC | CNA | DHC | GFC | JJU | JND | SUE | SWN |
| Ansan Greeners                                             |     | 0-1 | 0-2 | 1-1 | 0-2 | 0-0 | 1-2 | 0-0 | 0-1 | 0-2 |
| FC Anyang                                                  | 0-1 |     | 2-1 | 1-1 | 0-0 | 2-3 | 1-2 | 0-0 | 2-1 | 0-2 |
| Bucheon FC 1995                                            | 0-0 | 2-1 |     | 0-2 | 1-0 | 0-1 | 0-1 | 0-1 | 2-3 | 2-0 |
| Chungnam Asan                                              | 1-1 | 0-2 | 0-1 |     | 1-2 | 2-1 | 0-2 | 0-2 | 0-1 | 0-5 |
| Daejeon Hana Citizen                                       | 1-0 | 3-3 | 1-0 | 2-2 |     | 2-3 | 2-1 | 2-0 | 0-0 | 1-4 |
| Gyeongnam FC                                               | 2-1 | 1-0 | 1-1 | 2-0 | 2-2 |     | 3-3 | 0-0 | 1-2 | 2-3 |
| Jeju United                                                | 3-1 | 3-1 | 4-0 | 2-1 | 2-3 | 1-1 |     | 1-1 | 1-1 | 1-0 |
| Jeonnam Dragons                                            | 4-0 | 1-1 | 2-0 | 1-1 | 1-1 | 1-1 | 1-0 |     | 1-2 | 1-2 |
| Séoul E-Land                                               | 0-2 | 0-2 | 3-0 | 1-2 | 2-0 | 2-2 | 1-2 | 0-0 |     | 0-3 |
| Suwon FC                                                   | 1-2 | 3-2 | 1-2 | 1-1 | 1-2 | 3-1 | 1-1 | 2-2 | 2-0 |     |
| - Victoire à domicile - Match nul - Victoire à l'extérieur |     |     |     |     |     |     |     |     |     |     |

#### Seconde phase
| Résultats (▼dom., ►ext.)                                   | ASG | AYG | BFC | CNA | DHC | GFC | JJU | JND | SUE | SWN |
| Ansan Greeners                                             |     | 1-0 | 2-0 |     | 1-2 |     |     |     | 0-3 | 0-4 |
| FC Anyang                                                  |     |     | 0-0 |     |     |     |     | 1-2 | 1-1 | 1-2 |
| Bucheon FC 1995                                            |     |     |     | 0-0 |     | 3-4 | 0-2 | 1-1 |     |     |
| Chungnam Asan                                              | 0-1 | 0-2 |     |     | 3-2 |     | 0-1 |     |     | 0-2 |
| Daejeon Hana Citizen                                       |     | 3-0 | 0-1 |     |     |     |     |     | 1-2 | 0-1 |
| Gyeongnam FC                                               | 1-2 | 1-0 |     | 3-1 | 1-0 |     | 0-1 |     |     |     |
| Jeju United                                                | 1-1 | 4-1 |     |     | 2-0 |     |     |     | 3-2 | 2-0 |
| Jeonnam Dragons                                            | 0-0 |     |     | 1-0 | 1-2 | 2-2 | 0-2 |     |     |     |
| Séoul E-Land                                               |     |     | 3-0 | 0-1 |     | 1-0 |     | 1-1 |     |     |
| Suwon FC                                                   |     |     | 1-0 |     |     | 2-1 |     | 3-4 | 1-0 |     |
| - Victoire à domicile - Match nul - Victoire à l'extérieur |     |     |     |     |     |     |     |     |     |     |

### Barrages de promotion
Les éliminatoires de promotion ont eu lieu parmi les clubs classés en 2e, 3e et 4e position de la K League 2020. Si les scores étaient à égalité après le temps réglementaire dans les rondes de demi-éliminatoires et de séries éliminatoires, l'équipe la mieux classée passerait au prochaine phase et sera promu à la saison 2021 K League 1.
|  | Demi-barrage | Demi-barrage         | Demi-barrage |  |  | Barrage | Barrage      | Barrage |  |  |  |  |  |  |  |  |  |  |
|  |              |                      |              |  |  |         |              |         |  |  |  |  |  |  |  |  |  |  |
|  |              |                      |              |  |  | 2       | Suwon FC     | 1       |  |  |  |  |  |  |  |  |  |  |
|  | 3            | Gyeongnam FC         | 1            |  |  | 3       | Gyeongnam FC | 1       |  |  |  |  |  |  |  |  |  |  |
|  | 4            | Daejeon Hana Citizen | 1            |  |  |         |              |         |  |  |  |  |  |  |  |  |  |  |

| Demi-finale                    | Gyeongnam FC      | 1 - 1 | Daejeon Hana Citizen | Centre du Football de Changwon, Changwon |                 |
| 25 novembre 2020 19h00 (UTC+9) | Ko Kyeong-min 69e |       | Edinho 61e           | Spectateurs : 0                          | Spectateurs : 0 |

Gyeongnam FC a se qualifié au deuxième barrage pour promotion.
| Finale                         | Suwon FC                  | 1 - 1 | Gyeongnam FC | Stade de Suwon, Suwon |                     |
| 29 novembre 2020 15h00 (UTC+9) | AN Byong-jun 90+8e (pen.) | (0-1) | CHOI Jun 27e | Spectateurs : 1 000   | Spectateurs : 1 000 |

Suwon FC a été promu à K League 1.

## Statistiques
| Classement des buteurs Cette section est vide, insuffisamment détaillée ou incomplète. Votre aide est la bienvenue ! Comment faire ? Classement des passeurs Cette section est vide, insuffisamment détaillée ou incomplète. Votre aide est la bienvenue ! Comment faire ? |